# Albert Breton
Pour les articles homonymes, voir Breton (homonymie).
Albert Henri Charles Breton, né le 16 juillet 1882 à Saint-Inglevert dans le Pas-de-Calais et mort le 12 août 1954 au Japon, est un missionnaire français qui fut évêque au Japon et fondateur des sœurs de la Visitation du Japon.

## Biographie

### Formation
Albert Breton naît dans un village du Pas-de-Calais au sein d'une famille pieuse d'agriculteurs dont il est le cinquième enfant. Sentant tôt la vocation, il entre à dix ans au petit séminaire de Maquetra près de Boulogne-sur-Mer. Après la fin de ses études secondaires, il entre en 1899 au grand séminaire d'Arras, puis le 10 septembre 1901 au séminaire des Missions étrangères de Paris, alors que le climat anti-clérical de la Troisième République est délétère. Il y est ordonné prêtre le 29 juin 1905, fête de saint Pierre et saint Paul.

### Première mission au Japon
Il prend le bateau le 2 août suivant pour la mission d'Hakodaté au Japon pour laquelle il est envoyé par ses supérieurs. Il arrive au port de Yokohama le 24 septembre 1905 et il est reçu par Mgr Berlioz à Sendai. Il apprend la langue pendant trois ans, tout en étant vicaire puis curé dans des paroisses d'Aomori. Cette ville brûle en mai 1910 et son église est totalement détruite. Deux mois plus tard, il est atteint de poliomyélithe. Il en gardera des séquelles toute sa vie.

### Mission en Californie
En 1912, il obtient la permission de se rendre en Californie (Los Angeles et San Francisco surtout) pour s'occuper des petites communautés japonaises émigrées. En 1915, il se fait aider par quatre jeunes filles japonaises qui lui sont envoyées du Japon pour gérer des petites écoles et orphelinats pour enfants de familles japonaises émigrées sur la côte pacifique. Ces jeunes filles originaires du diocèse de Nagasaki seront le premier noyau de la congrégation des sœurs de la Visitation fondée par lui. Pendant cette période du début de la Première Guerre mondiale, l'empire du Japon combattait notamment aux côtés de l'Empire britannique pour étendre sa propre influence en Asie et en Chine, tandis que les États-Unis n'interviendront qu'en 1917.
À l'assemblée générale de la Société des missions étrangères de Paris qui se réunit à Hong Kong en 1921, Mgr de Guébriant demande au père Breton de se rendre au Canada pour porter conseil à la formation de la Société des missions étrangères de la province de Québec. De retour en Californie, il confie ses œuvres aux religieuses de Maryknoll et rentre définitivement au Japon en juin 1921.

### Retour au Japon
Il s'installe à Omori dans la banlieue de Tokyo et s'occupe de sa congrégation naissante qui travaille dans des écoles enfantines, des hospices et un orphelinat. La congrégation est reconnue canoniquement en 1926. En 1930, le père Breton est nommé représentant des missions japonaises à l'Assemblée générale des MEP. À son retour, il est nommé par Mgr Rey curé de la petite communauté de Hongo et le 9 juin 1931 il est nommé évêque de Fukuoka, succédant à Mgr Thiry. Il est sacré à Tokyo le 29 septembre 1931 par Mgr Chambon.

### Évêque
Pendant ses dix ans d'épiscopat, Mgr Breton fait construire des églises, des petites écoles, fonde de nouveaux postes missionnaires. Il fait venir des prêtres sulpiciens du Canada pour ouvrir un grand séminaire dans son jeune diocèse.
Il doit donner sa démission le 16 janvier 1941, alors que son énergie n'est pas entamée. En effet, le pays est signataire depuis septembre 1940 du pacte tripartite (marquant l'alliance de l'Allemagne, de l'Italie et du Japon) et le gouvernement impose la surveillance des étrangers a  fortiori les citoyens des puissances qui ont été défaites par le Reich, tandis que l'empire du Japon renforce sa mainmise en Asie. Il est donc interdit aux évêques de nationalité étrangère de continuer leur œuvre. C'est le supérieur japonais du grand séminaire de Fukuoka qui devient administrateur apostolique du diocèse (il sera consacré évêque en 1944). Le  8 décembre 1941, jour de l'attaque de Pearl Harbour, qui marque l'entrée en guerre des États-Unis. Mgr Breton est arrêté par la police japonaise et détenu jusqu'au 8 avril 1942. Il s'occupe de ses religieuses à sa sortie.
En 1947, il est soigné d'une grave crise cardiaque dans un hôpital tenu par sa congrégation. En juillet 1948, il s'installe dans leur maison-mère à Kamakura. Il meurt le 12 août 1954. Il est enterré au cimetière des sœurs.

## Décoration
- Chevalier de la Légion d'honneur, 29 septembre 1949